# Samotnik (ptak)
Samotnik, brodziec samotny, stalugwa (Tringa ochropus) – gatunek średniej wielkości ptaka wędrownego z rodziny bekasowatych (Scolopacidae). Nie wyróżnia się podgatunków. Nie jest zagrożony wyginięciem.

## Zasięg występowania
Samotnik zamieszkuje Półwysep Skandynawski, Europę Środkową i Wschodnią po Azję Centralną i wschodnią Syberię do Morza Ochockiego. Izolowana populacja występuje w Kirgistanie. Zimuje w Europie Zachodniej, basenie Morza Śródziemnego, na Bliskim Wschodzie (w tym w Azji Mniejszej), w Afryce Subsaharyjskiej, na subkontynencie indyjskim i dalej na wschód aż do południowej Japonii, wschodnich Chin, Filipin i północnego Borneo.
W Polsce nieliczny ptak lęgowy, liczniejszy w całym kraju podczas wędrówek w marcu–kwietniu i lipcu–październiku. Rozmieszczenie jest nierównomierne i zależy od obecności właściwych biotopów. Pojedyncze osobniki zimują.
Od połowy XX w. notuje się wzrost populacji i rozszerzanie zasięgu na południowy zachód i południe – gniazduje już w Danii, północnych Niemczech, a pojedynczo w Bawarii. Spotkać go można też nawet w Austrii i Czechach.

## Morfologia

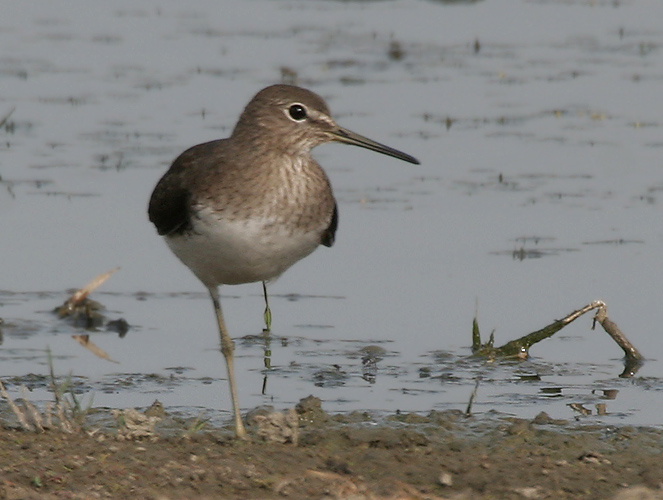
Dojrzały samotnik na zimowisku, Haryana (Indie)

Cechy gatunkuBrak wyraźnego dymorfizmu płciowego. W upierzeniu godowym wierzch ciała ciemnobrązowooliwkowy z białymi plamami w kształcie kresek na głowie i szyi, a okrągłymi na skrzydłach i grzbiecie. Kuper biały. Ogon również biały z trzema stosunkowo szerokimi czarnymi pasami. Nad okiem biała brew. Spód ciała biały, jednak na głowie, szyi i piersi ciemne kreski. Dziób czarny z oliwkowozieloną lub ciemnoszarą nasadą, nogi oliwkowe. Niewyraźny pasek za okiem. W szacie spoczynkowej zanikają białe plamki na wierzchu ciała, które stają się szare i słabo widoczne. Osobniki młodociane podobne do dorosłych w szacie godowej, lecz plamy są nie białe, a rdzawe. W locie widać biało-czarne skrzydła, a palce lekko wystają za ogon.
Podobny łęczak ma ciemnoszary dziób, szarożółte nogi, a w locie grzbiet wydaje się jasnobarwny i spód skrzydeł jasny. Jego prążki na ogonie są gęstsze jak u samotnika. Ten drugi jest za to bardziej krępy i ma krótsze nogi, choć oba gatunki podobnie kiwają ogonami.
Samotnik wielkością dorównuje szpakowi i drozdowi. Gdy podrywa się, wydaje melodyjne „dluit ijt ijt”.
Wymiarydługość ciała ok. 20–26 cm
rozpiętość skrzydeł ok. 44–60 cm
masa ciała ok. 50–120 g

## Ekologia i zachowanie

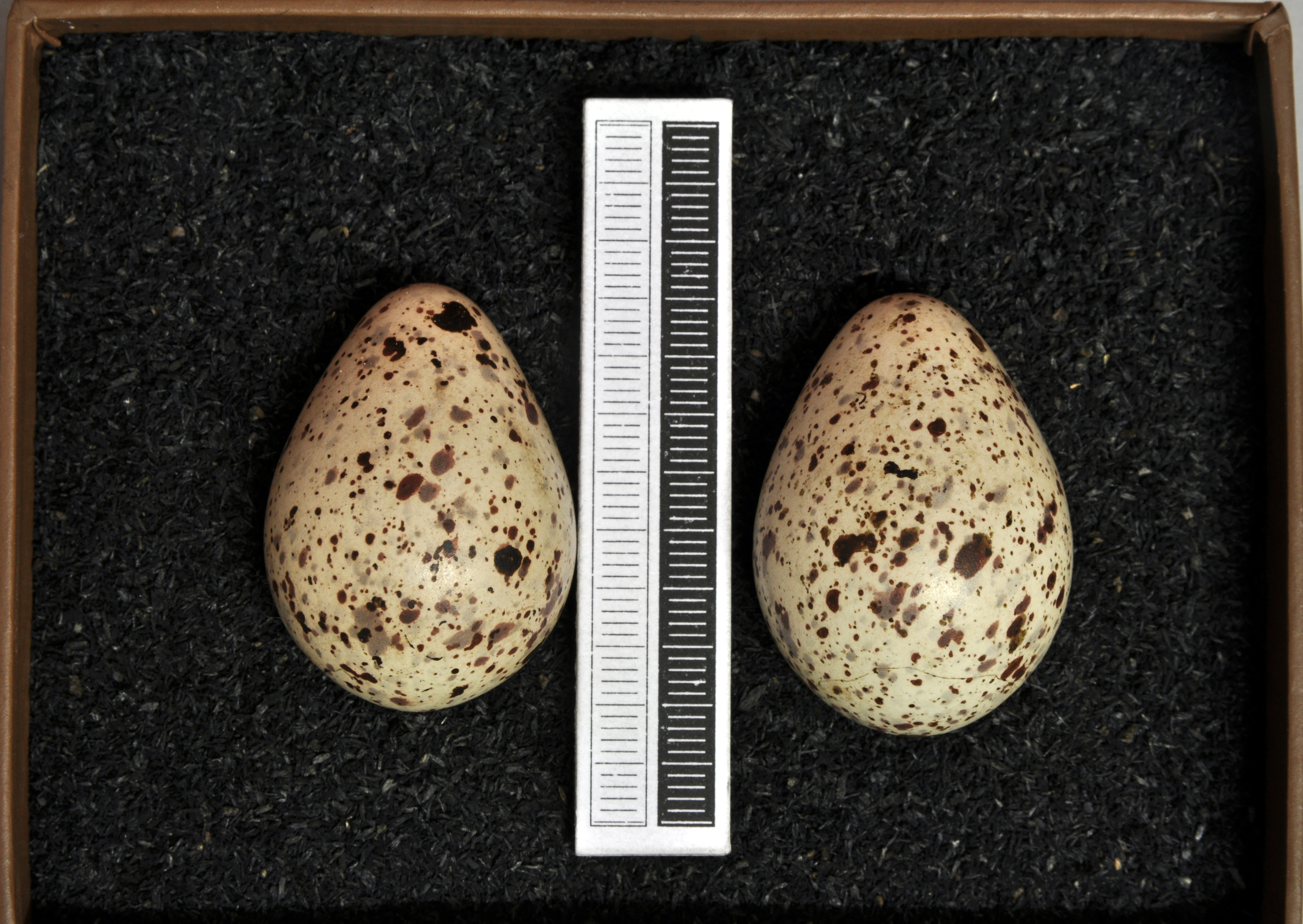
Jaja z kolekcji muzealnej

BiotopZadrzewione bagna. Na lęgowiska wybiera w Europie Środkowej głównie olsy i łęgi, zarośnięte torfowiska na brzegach śródleśnych jezior, otwarte muliste podłoża i rowy. Poza okresem lęgowym otwarte tereny podmokłe i brzegi zbiorników wodnych. Populacje żyjące w ujściach rzek mogą zostawać też na zimę. Wieczorami ptaki łączą się w stada, by wypocząć na noclegowiskach. Spotyka się je też w czasie wędrówek, ale pojedynczo. Preferują słodkie wody.
TokiSamiec krąży w tym czasie nad wierzchołkami drzew w ramach swojego rewiru. Lecąc, wznosi się i opada, wydając melodyjne głosy. Dopiero po tokach szukają gniazda, pary wracają razem na lęgowiska między kwietniem a czerwcem.
GniazdoW przeciwieństwie do pozostałych brodźców gnieździ się na drzewie, w opuszczonych, zeszłorocznych gniazdach innych gatunków ptaków, np. drozdów, gołębi, sójek czy wron, a także wiewiórek. Wyszukuje jednak miejsc, które są w lesie blisko wody lub na torfowiskach. Na ziemi wyprowadza lęg tylko wyjątkowo.
JajaW ciągu roku wyprowadza jeden lęg, składając w kwietniu i maju 4 brązowawe lub zielonkawe jaja, które na grubszym końcu są usiane drobnymi, ciemnymi plamkami.
Okres lęgowyJaja wysiadywane są przez okres 20–22 dni przez obydwoje rodziców. Pisklęta opuszczają gniazdo po około 2 dniach, przy czym zeskakują same lub znosi je samica. Następnie pozostają pod opieką rodziców, choć często samica opuszcza je i samca przed pierzeniem, które następuje około 3. tygodnia życia. Gdy młode nauczą się latać po 4 tygodniach, odlatują z lasów i kierują się na błotniste brzegi stawów w otwartych obszarach. Przeloty zaczynają się już pod koniec lipca i trwają do października.
PożywienieOwady i ich larwy, drobne mięczaki, skorupiaki oraz pajęczaki. Łowią je na brzegach stawów w płytkich wodach lub na powierzchni gruntu.

## Status i ochrona
Międzynarodowa Unia Ochrony Przyrody (IUCN) uznaje samotnika za gatunek najmniejszej troski (LC, Least Concern) nieprzerwanie od 1988 roku. Organizacja Wetlands International w 2015 roku szacowała liczebność światowej populacji na 1,2–3,6 milionów osobników. Trend liczebności populacji uznawany jest za wzrostowy.
W Polsce jest objęty ścisłą ochroną gatunkową, wymaga ochrony czynnej; dodatkowo obowiązuje zakaz fotografowania, filmowania lub obserwacji, mogących powodować płoszenie lub niepokojenie. W latach 2013–2018 populacja samotnika na terenie kraju, według szacunków, liczyła 12–22 tysięcy par lęgowych. Liczebności samotnika grozi osuszanie lasów, likwidacja małych bagien i starorzeczy.